# Episodi di The Tomorrow People (seconda stagione)
La seconda stagione di The Tomorrow People è andata in onda nel Regno Unito sul canale ITV dal 4 febbraio al 6 maggio 1974.
In Italia la serie è inedita.
| nº | Titolo originale                                 | Titolo italiano | Prima TV USA     | Prima TV Italia |
| -- | ------------------------------------------------ | --------------- | ---------------- | --------------- |
| 1  | The Blue and the Green: An Apple for the Teacher |                 | 4 febbraio 1974  | Inedito         |
| 2  | The Blue and the Green: A Changing Picture       |                 | 11 febbraio 1974 | Inedito         |
| 3  | The Blue and the Green: The Trojan Horse         |                 | 18 febbraio 1974 | Inedito         |
| 4  | The Blue and the Green: Cuckoo in the Nest       |                 | 25 febbraio 1974 | Inedito         |
| 5  | The Blue and the Green: The Swarming Season      |                 | 4 marzo 1974     | Inedito         |
| 6  | A Rift in Time: Vase of Mystery                  |                 | 11 marzo 1974    | Inedito         |
| 7  | A Rift in Time: Turn of the Thumb                |                 | 18 marzo 1974    | Inedito         |
| 8  | A Rift in Time: From Little Acorns...            |                 | 25 marzo 1974    | Inedito         |
| 9  | A Rift in Time: Rise of the Roman Empire         |                 | 1 aprile 1974    | Inedito         |
| 10 | The Doomsday Men: Dressed to Kill                |                 | 8 aprile 1974    | Inedito         |
| 11 | The Doomsday Men: The Burning Sword              |                 | 15 aprile 1974   | Inedito         |
| 12 | The Doomsday Men: Run Rabbit Run                 |                 | 22 aprile 1974   | Inedito         |
| 13 | The Doomsday Men: The Shuttlecock                |                 | 6 maggio 1974    | Inedito         |